# Liu Cheng-tao
Liu Cheng-tao (nascido em 2 de outubro de 1937) é um ex-ciclista taiwanês que competiu no ciclismo nos Jogos Olímpicos de Verão de 1968.